# Філо (Іллінойс)
Філо (англ. Philo) — селище (англ. village) в США, в окрузі Шампейн штату Іллінойс. Населення — 1392 особи (2020).

## Географія
Філо розташоване за координатами 40°0′12″ пн. ш. 88°9′24″ зх. д. / 40.00333° пн. ш. 88.15667° зх. д. (40.003343, -88.156598).  За даними Бюро перепису населення США в 2010 році селище мало площу 2,14 км², уся площа — суходіл.

## Демографія
Згідно з переписом 2010 року, у селищі мешкало 1466 осіб у 536 домогосподарствах у складі 417 родин. Густота населення становила 685 осіб/км².  Було 561 помешкання (262/км²).
Расовий склад населення:
| - 98,3 % — білих - 0,4 % — чорних або афроамериканців - 0,1 % — корінних американців - 0,1 % — азіатів |

До двох чи більше рас належало 1,0 %. Частка іспаномовних становила 0,3 % від усіх жителів.
За віковим діапазоном населення розподілялося таким чином: 29,9 % — особи молодші 18 років, 59,3 % — особи у віці 18—64 років, 10,8 % — особи у віці 65 років та старші. Медіана віку мешканця становила 36,1 року. На 100 осіб жіночої статі у селищі припадало 99,2 чоловіків;  на 100 жінок у віці від 18 років та старших — 97,9 чоловіків також старших 18 років.
Середній дохід на одне домашнє господарство  становив 86 836 доларів США (медіана — 73 828), а середній дохід на одну сім'ю — 99 514 долари (медіана — 88 000). За межею бідності перебувало 1,7 % осіб, у тому числі 0,0 % дітей у віці до 18 років та 5,5 % осіб у віці 65 років та старших.
Цивільне працевлаштоване населення становило 903 особи. Основні галузі зайнятості: освіта, охорона здоров'я та соціальна допомога — 29,0 %, фінанси, страхування та нерухомість — 11,0 %, роздрібна торгівля — 9,1 %, виробництво — 8,5 %.